# Roland Garber
Pour les articles homonymes, voir Garber.
Roland Garber, né le 27 août 1972 à Vienne, est un coureur cycliste autrichien. Spécialiste de la piste, il a été vice-champion du monde de l'américaine en 2002 avec Franz Stocher, et champion d'Autriche dans sept disciplines différentes à de nombreuses reprises.

## Palmarès sur piste

### Jeux olympiques
- Sydney 2000
  - 5e de l'américaine
- Athènes 2004
  - 8e de l'américaine

### Championnats du monde
- 2002
  -  Médaillé d'argent de l'américaine

### Coupe du monde
- 1995
  - 2e de l'américaine à Cottbus
  - 3e de l'américaine à Athènes
- 1999
  - 3e de l'américaine à San Francisco
- 2002
  - 1er de l'américaine à Moscou (avec Franz Stocher)
- 2003
  - 2e du scratch à Sydney
- 2004
  - 2e de l'américaine à Moscou
  - 3e de l'américaine à Aguascalientes

### Championnats d'Europe
- 2002
  -  Médaillé de bronze de l'omnium

### Championnats nationaux
- Champion d'Autriche de vitesse en 2000, 2002, 2003
- Champion d'Autriche de poursuite en 2003, 2004
- Champion d'Autriche du kilomètre en 2000, 2001, 2002, 2003, 2004, 2005
- Champion d'Autriche de la course aux points en 2004, 2005
- Champion d'Autriche de l'américaine en 2001, 2002, 2003 (avec Franz Stocher), 2005, 2006 (avec Patrick Gelosky)
- Champion d'Autriche du scratch en 2002, 2003, 2004, 2005, 2006
- Champion d'Autriche de l'omnium en 2005, 2006

## Palmarès sur route
- 1989
  - 2e du championnat d'Autriche du contre-la-montre juniors
- 1998
  - 2e du championnat d'Autriche du contre-la-montre